# El Grau (Sobremunt)
El Grau és una edifici de Sobremunt (Lluçanès) inclòs a l'Inventari del Patrimoni Arquitectònic de Catalunya.

## Descripció
És un edifici civil orientat a migdia amb teulada de dues vessants. Està situada en una de les múltiples valls que origina la Serra de Sobremunt vers la riera del Sorreig.
S'hi accedeix per un portal d'arc rebaixat. Les finestres i cantoneres gairebé totes són de pedra. Pel cantó dret, s'observen diferents ampliacions, motivant que la teulada prengui forma irregular. A l'esquerra hi ha una lliça que dona accés als corrals. La casa es troba envoltada per un mur de pedra en el que hi ha quatre contraforts i una escala.

## Història
Aquesta masia tot i ser molt més antiga, no està documentada fins a finals del segle xix en una llista de diferents masies del terme de Sobremunt.